# Pontatge
El pontatge era un impost que gravava cada persona o animal que passava per un pont, destinat, en principi, a l'edificació o al manteniment d'aquesta construcció.
Des de l'inici del segle xiv, els reis catalanoaragonesos cediren el dret de pontatge.
Era semblant al dret barcatge o al dret de portatge, però en casos diferents.